# Roura
Pour les articles homonymes, voir Roura (homonymie).
Roura est une commune française, située dans le département de la Guyane.

## Géographie

### Localisation

En rouge le territoire communal de Roura.

La commune de Roura, d'une superficie de 3 902,5 km2, se situe en Guyane française sur le continent sud-américain. Le nord de son territoire est constitué d'une zone côtière bordée par l'océan Atlantique. Son altitude maximale est de 462 mètres aux montagnes Tortue.
Les communes limitrophes avec Roura sont Régina de l'est au sud, puis à l'est, successivement Saint-Élie, Kourou, Montsinéry-Tonnegrande, Matoury et enfin Rémire-Montjoly.

### Climat
Le climat y est de type équatorial humide, type Af selon la classification de Koppen

### Voies de communication et transports

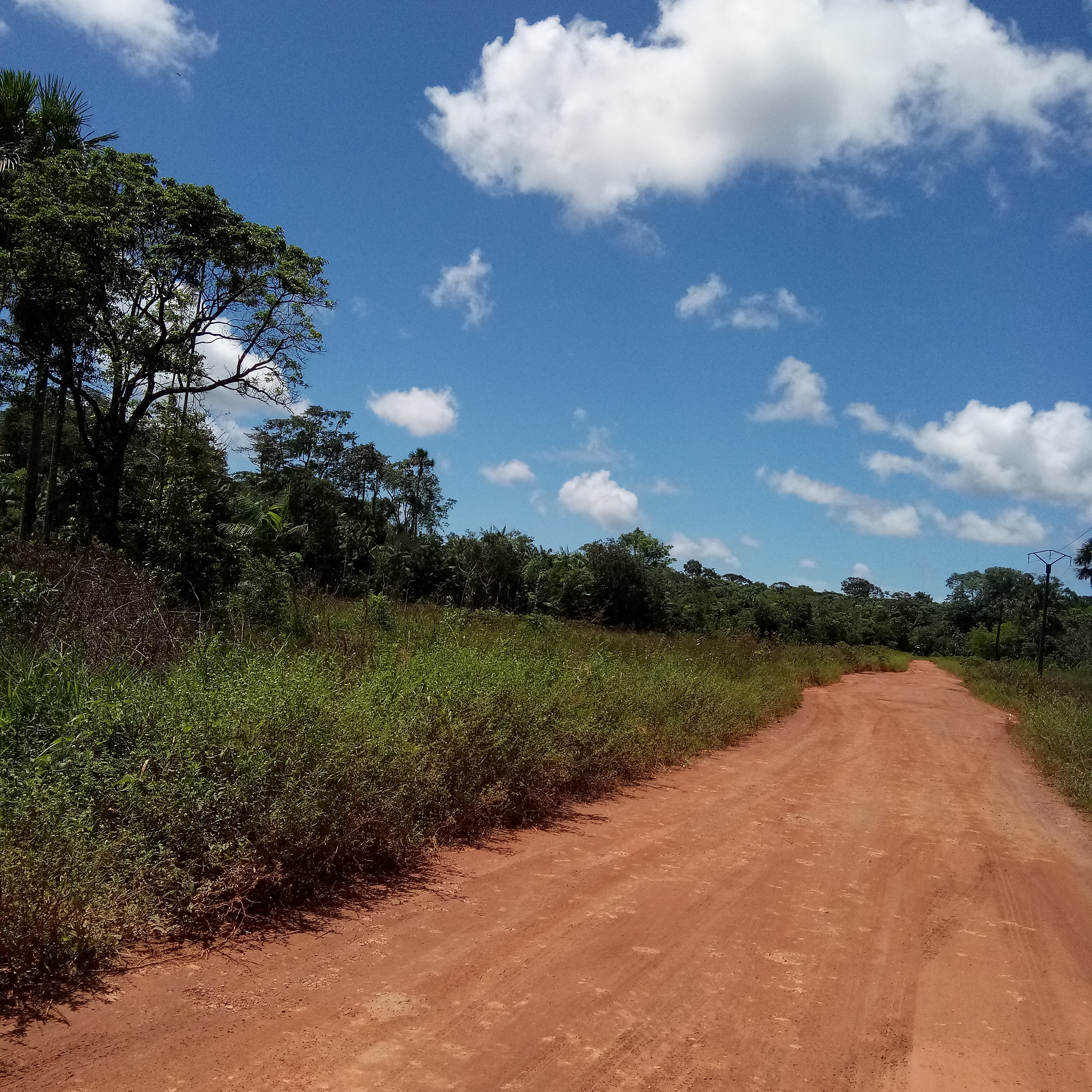
Route de Roura.

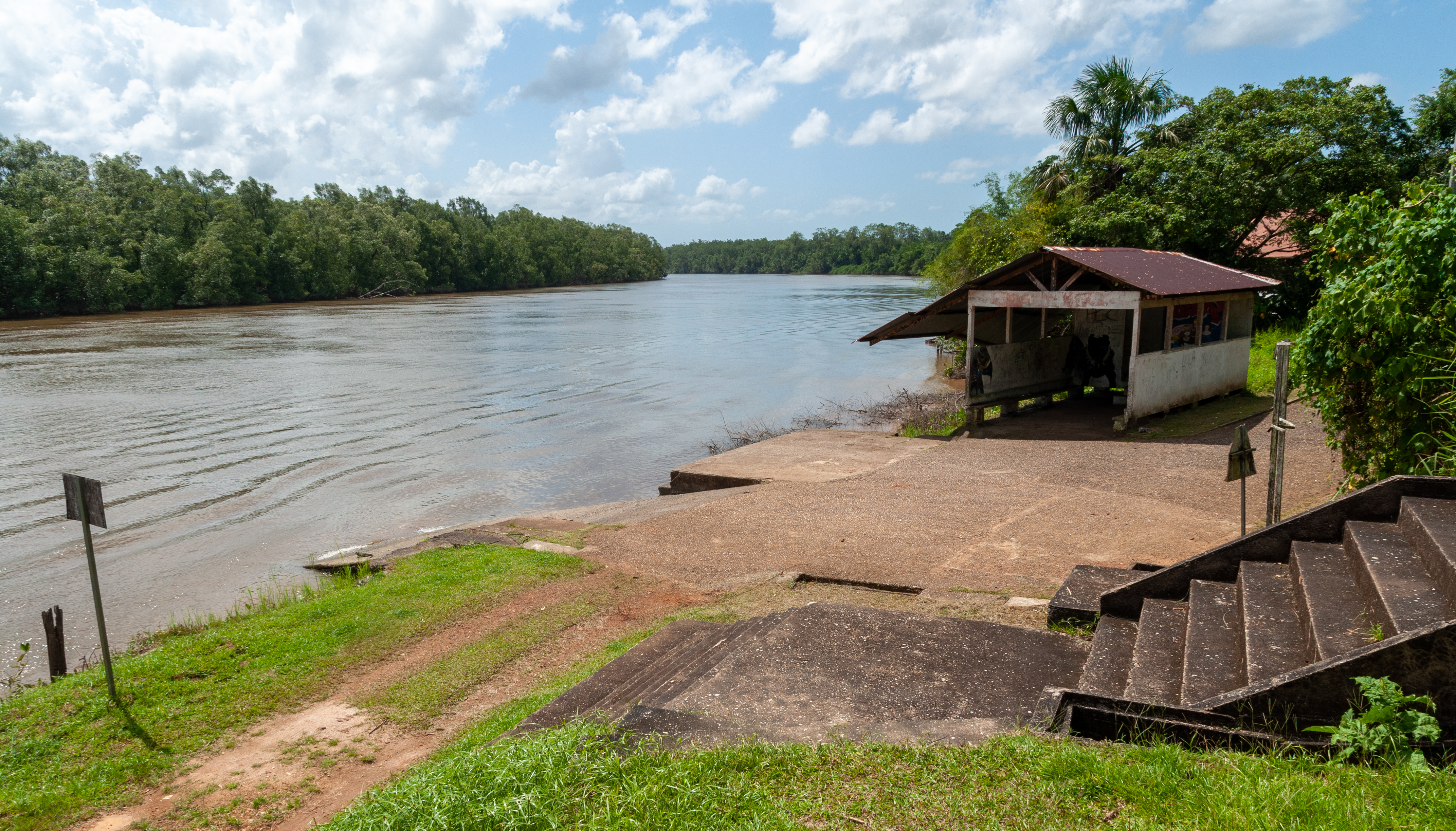
Dégrad de Roura.

- Route nationale 2 ;
- Départementale 6 ;
- Dégrad de Roura sur l'Oyak.

## Urbanisme
La commune est formée de deux bourgs principaux, le bourg créole de Roura et le village hmong de Cacao. Le bourg de Roura est situé à 27 km de Cayenne sur la rive droite de l'Oyak, à proximité du fleuve Mahury. Il existe aussi de nombreuses zones d'habitats dispersées le long de la Comté et l'Orapu, et la route nationale 2 : le village Palikur de Favard, les communautés laotienne de Dacca et haïtienne de Fourgassié.

### Typologie
Roura est une commune rurale, car elle fait partie des communes peu ou très peu denses, au sens de la grille communale de densité de l'Insee,,,.
Par ailleurs la commune fait partie de l'aire d'attraction de Cayenne, dont elle est une commune de la couronne. Cette aire, qui regroupe 6 communes, est catégorisée dans les aires de 50 000 à moins de 200 000 habitants,.
La commune, bordée par l'océan Atlantique au nord-est, est également une commune littorale au sens de la loi du 3 janvier 1986, dite loi littoral. Des dispositions spécifiques d’urbanisme s’y appliquent dès lors afin de préserver les espaces naturels, les sites, les paysages et l’équilibre écologique du littoral, par exemple le principe d'inconstructibilité, en dehors des espaces urbanisés, sur la bande littorale des 100 mètres, ou plus si le plan local d’urbanisme le prévoit,.

## Toponymie
Le nom du village de Roura dérive probablement de la déformation d’Arouague (synonyme de Arawak).

## Histoire
En 1675, Roura voit le jour grâce à une vingtaine de pères jésuites. Installés sur le flanc de la montagne de Roura, ils y édifient une chapelle avec l’aide des esclaves noirs et indiens. Il semble possible que l'appellation de ce quartier provienne de la déformation du nom d'origine d'une peuplade indienne, « les Arouas » qui y vivaient alors. La localité est érigée en paroisse en 1725.
Le bourg de Roura est désenclavé depuis 1991 avec la construction du pont sur le fleuve Mahury. Auparavant, il était nécessaire d'emprunter le bac La Gabrielle pour y accéder.
Après des tentatives pénitentiaires de Saint-Augustin, Sainte-Marie et Saint-Philipe, le site de Cacao est quasiment abandonné. En 1977, la commune accueille cinq cents Hmongs fuyant le Laos qui vont la transformer en village agricole prospère alimentant le marché de Cayenne en fruits, légumes et fleurs tropicales.
Alors que l'exploitation aurifère en Guyane se développe depuis plusieurs décennies, souvent dans l'illégalité et non sans conséquences sanitaires et socio-environnementales, le 28 juillet 2022 (après que le Conseil constitutionnel ait, en février 2022 censuré la prolongation automatique des concessions minières), le Conseil d'État a annulé les quatre décrets du 7 juin 2021 qui accordaient à la Compagnie minière de Boulanger une prolongation de concessions de mines d'or sur la commune de Roura,.
En janvier 2023, France 2 diffuse l'émission « L'Evénement », filmée en plein air à Roura.

## Politique et administration

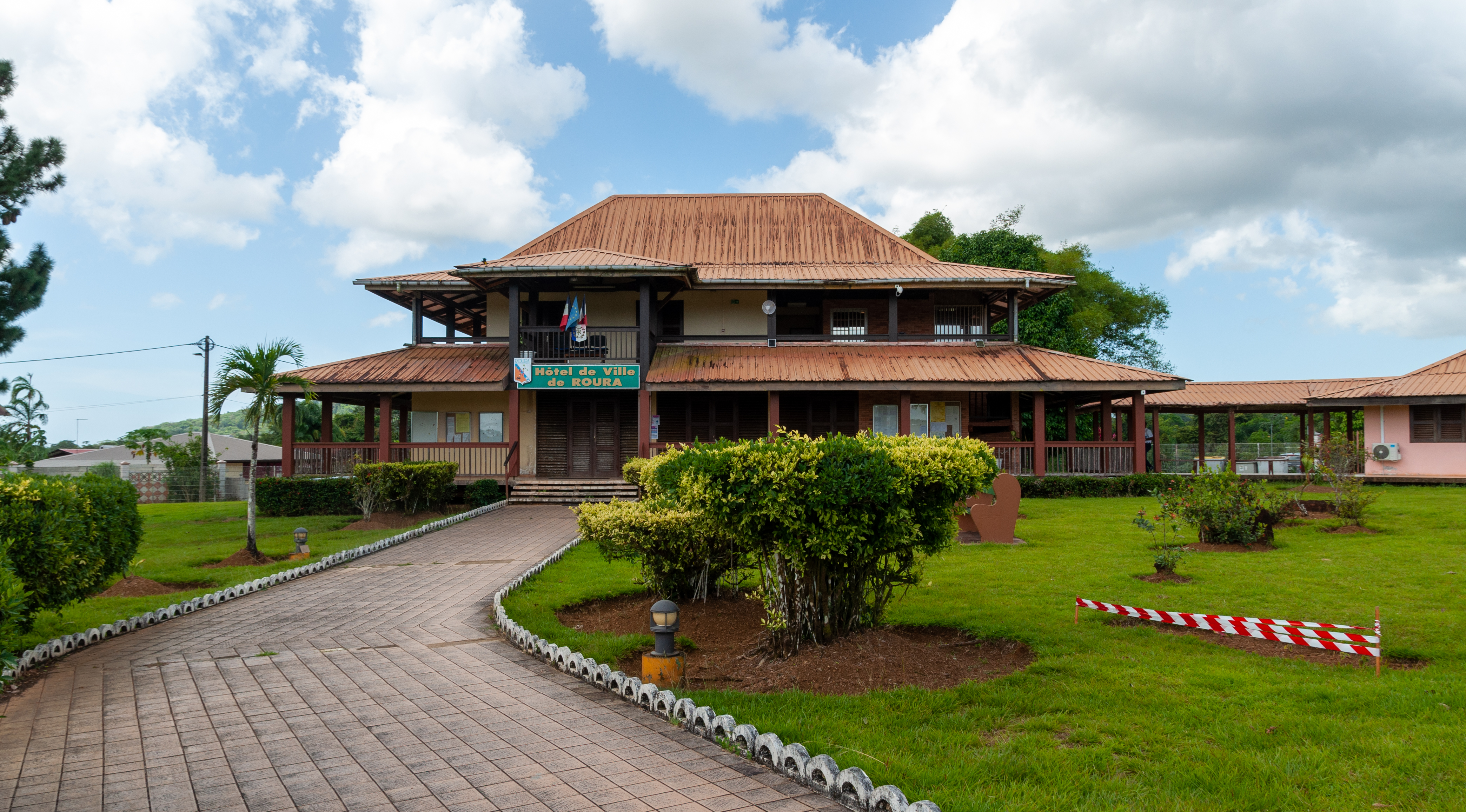
Hôtel de ville de Roura.

### Liste des maires
| Période                                  | Période      | Identité             | Étiquette    | Qualité |
| ---------------------------------------- | ------------ | -------------------- | ------------ | --- |
| 1903                                     | 1939         | Alexandre Aron       |              | |
| Les données manquantes sont à compléter. |              |                      |              | |
| ?                                        | ?            | Gabriel Léveillé     | UNR          | Conseiller général du canton de Roura (? → 1967) |
| mars 1971                                | janvier 1997 | Claude Ho-A-Chuck    | DVD puis UDF | Médecin et chef d'entreprise Conseiller général du canton de Roura (1967 → 1997) Président du conseil général de la Guyane (1973 → 1979)                                |
| 1997                                     | mars 2001    | Victor Yago          | RPR          | |
| mars 2001                                | mars 2008    | Claude Polony        | RPR puis UMP | Conseiller général du canton de Roura (1998 → 2011) |
| mars 2008                                | octobre 2020 | David Riché          | PS           | Fonctionnaire Conseiller général du canton de Roura (2011 → 2015) 3e vice-président de la CA du Centre Littoral Suppléant de la députée Chantal Berthelot (2007 → 2012) |
| octobre 2020                             | En cours     | Jean-Claude Labrador |              | |
| Les données manquantes sont à compléter. |              |                      |              | |

## Population et société

### Démographie
L'évolution du nombre d'habitants est connue à travers les recensements de la population effectués dans la commune depuis 1961, premier recensement postérieur à la départementalisation de 1946. À partir de 2006, les populations de référence des communes sont publiées annuellement par l'Insee. Le recensement repose désormais sur une collecte d'information annuelle, concernant successivement tous les territoires communaux au cours d'une période de cinq ans. Pour les communes de moins de 10 000 habitants, une enquête de recensement portant sur toute la population est réalisée tous les cinq ans, les populations de référence des années intermédiaires étant quant à elles estimées par interpolation ou extrapolation. Pour la commune, le premier recensement exhaustif entrant dans le cadre du nouveau dispositif a été réalisé en 2004.

En 2022, la commune comptait 3 382 habitants, en évolution de −13,26 % par rapport à 2016 (Guyane : +7,07 %, France hors Mayotte : +2,11 %).
| 1961 | 1967 | 1974 | 1982 | 1990  | 1999  | 2009  | 2014  | 2019  |
| ---- | ---- | ---- | ---- | ----- | ----- | ----- | ----- | ----- |
| 402  | 393  | 401  | 943  | 1 314 | 1 791 | 2 594 | 3 537 | 3 458 |

| 2022  | - | - | - | - | - | - | - | - |
| ----- | - | - | - | - | - | - | - | - |
| 3 382 | - | - | - | - | - | - | - | - |

### Sports
Équipements sportifs :

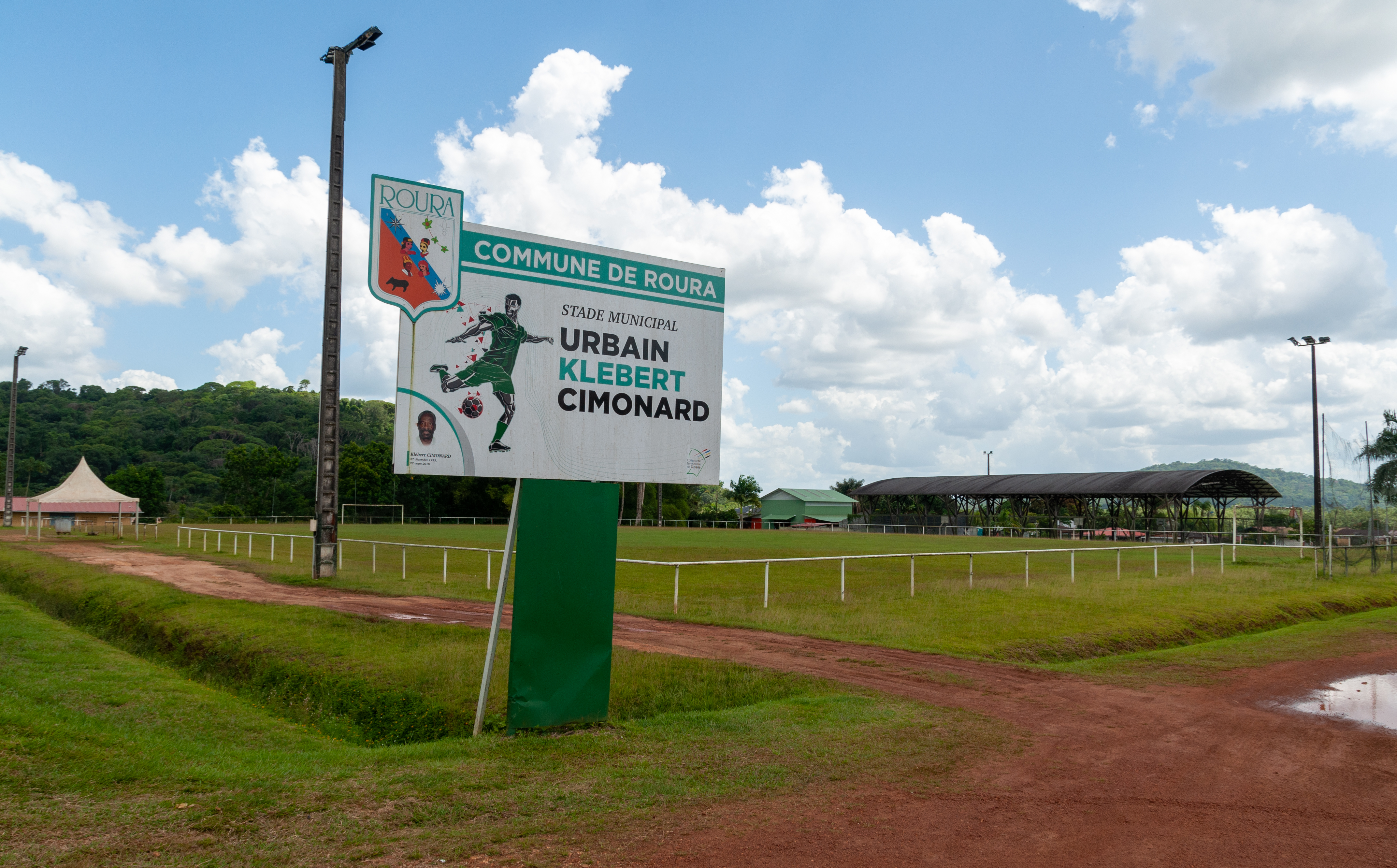
Stade municipal de Roura.

- Stade municipal Urbain Klebert Cimonard de Roura ;

## Économie
Avec le bourg de Cacao, la commune dispose d'une activité agricole productrice de fruits et de légumes qui alimente l'agglomération de Cayenne.
Le long de la Comté et de l'Oyak on trouve des gites accessibles en bateaux.
Aujourd’hui, vaste commune agraire, Roura diversifie ses atouts et pense aussi au potentiel touristique et culturel de sa région, notamment avec la création d’un Office de Tourisme en novembre 2001 et d’un Centre socio-culturel en août 2002.
Depuis longtemps le vaste réseau fluvial est sillonné par les passionnés de balades, tandis que les réserves naturelles existantes sur les communes (Réserve naturelle des marais de Kaw-Roura, Réserve naturelle Trésor) ont déjà accueilli des milliers de randonneurs, amateurs de la marche, de botanique ou observateurs de l’avifaune et des caïmans noirs.

## Culture et patrimoine

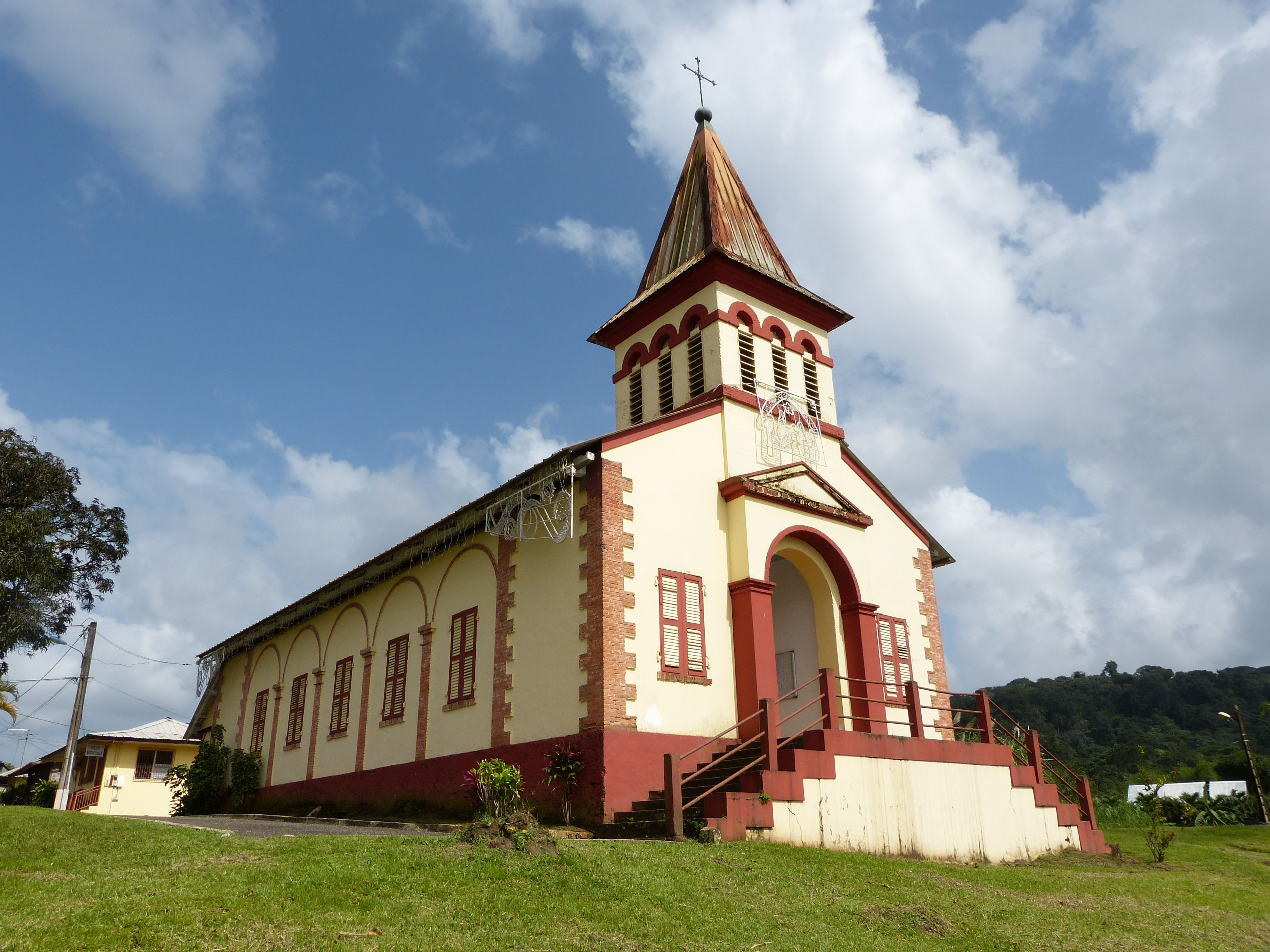
Église Saint-Dominique.

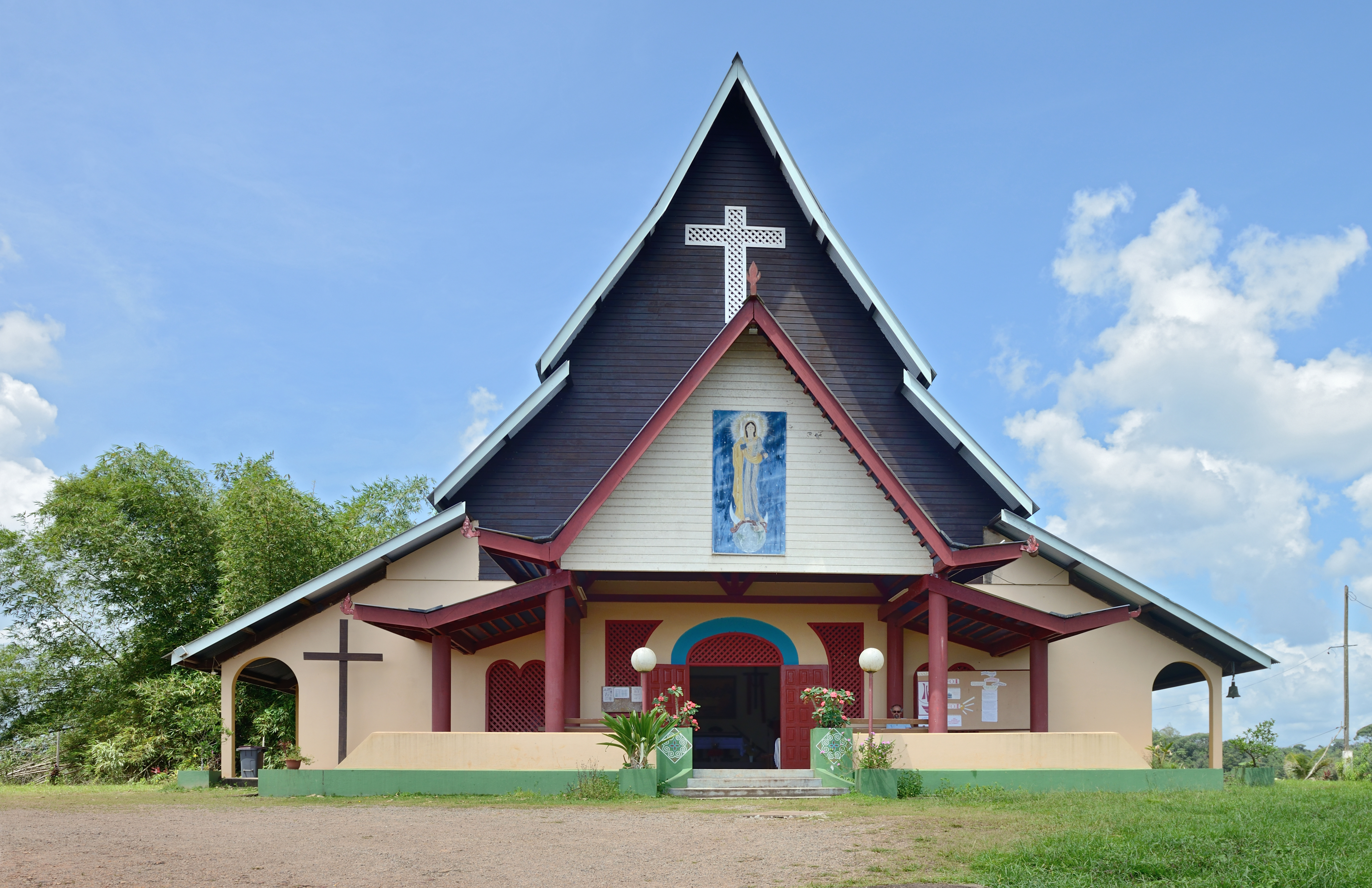
L'église Hmong de Cacao

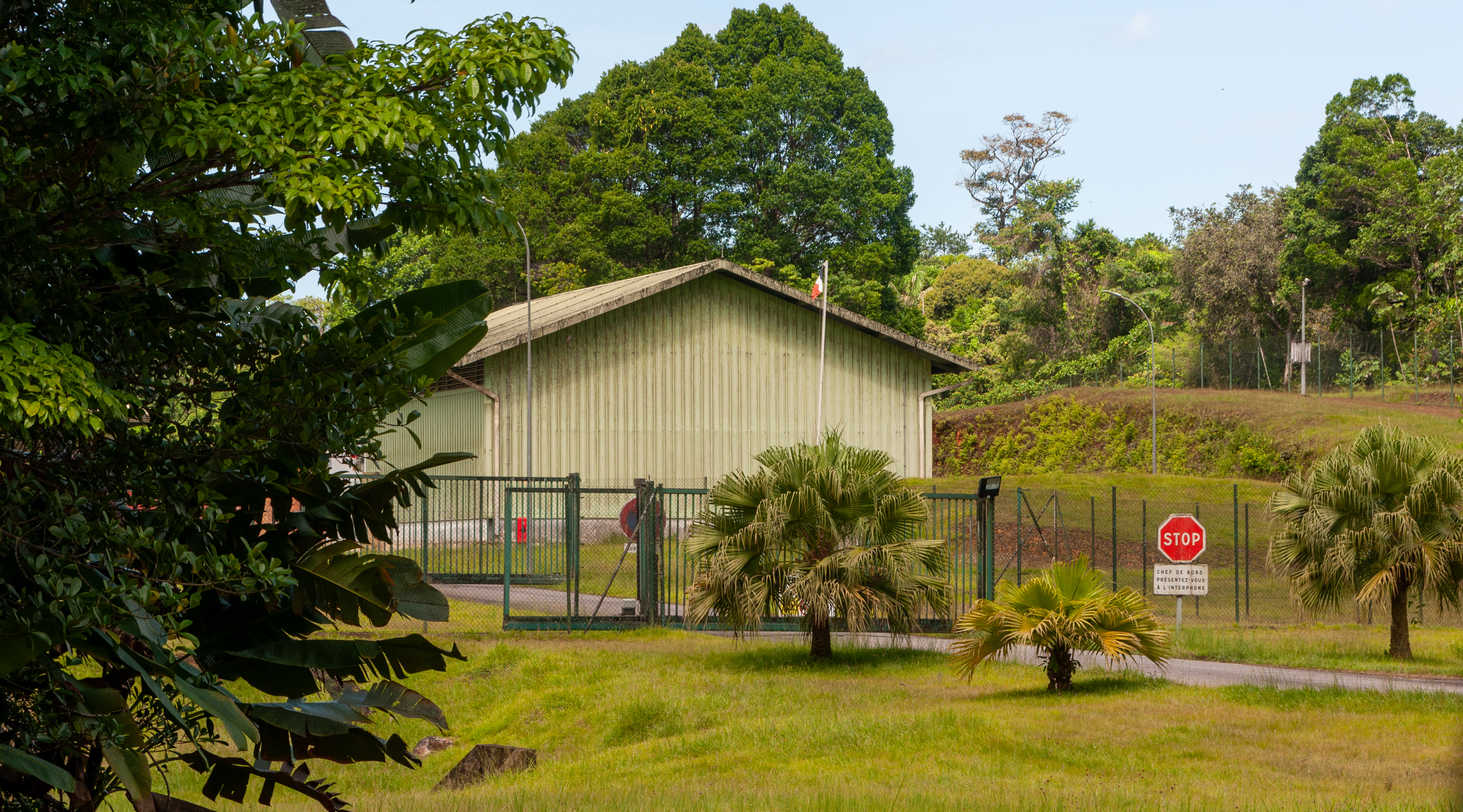
Le dépôt de munitions de la Montagne des Serpents

La commune de Roura est réputé pour son village Hmong de Cacao.

### Patrimoine environnemental
- Réserve naturelle nationale des marais de Kaw-Roura[16]
- Réserve naturelle nationale des Nouragues[17]
- Réserve naturelle régionale Trésor

### Lieux et monuments
- Église Saint-Dominique[18]. L'église est dédiée à saint Dominique.
- Église Hmong de Cacao.
- Église de Cacao.
- Dépôt de munitions de la Montagne des Serpents du service interarmées des munitions.

### Personnalités liées à la commune
- Adélaïde Tablon, résistante (1838-1883)

### Héraldique
| Armes de Roura | Les armes de Roura se blasonnent ainsi : A écrire. On sait très peu de chose sur ce blason. |